# Хайлендс, Скотт
Скотт Хайлендс (англ. Scott Hylands; род. в 1943, Летбридж, Канада) — канадский актёр театра, кино и телевидения, снявшийся более чем в ста фильмах и сериалах.
Критик Эдриан Чемберлен называл его «одним из величайших актёров Канады».

## Биография

### Ранняя жизнь
Скотт Хайлендс родился в 1943 году в городе Летбридж, провинция Альберта, Канада, вырос в Ванкувере. Мать — Рут Хайлендс, учительница биологии, отец — Уолтер, погиб во Второй мировой войне. Изначально Скотт хотел стать зоологом, но начав учиться в университете заинтересовался театром. В 1964 он окончил Университет Британской Колумбии со степенью бакалавра в области театрального искусства.

### Переезд в США
Сразу после окончания университета Хайлендс поехал в Нью-Йорк, где сыграл главную роль в офф-бродвейской постановке «Билли-лжец». Хайлендс привлёк к себе внимание театрального режиссёра Уильяма Болла, который только основал Американский театр-консерваторию (ACT) в Сан-Франциско. Хайлендс стал одним из ведущих актёров труппы ACT, сыграв в двадцати различных постановках.
Параллельно с работами в театре, Хайлендс начинает активно сниматься в кино. В 1969 актёр дебютировал в триллере режиссёра Марка Робсона «Папочка отправляется на охоту», где сыграл главного отрицательного персонажа.  В 1974 ему снова удаётся поработать с Робсоном, снявшись в его фильме-катастрофе «Землетрясение» в небольшой роли.
В августе 1975 Скотт Хайлендс исполнил роль Меркуцио в постановке пьесы Шекспира «Ромео и Джульетта» в Лос-Анджелесе .

### Возвращение в Канаду
В начале 1980-х актёр вернулся на родину, где стал жить в Британской Колумбии. Хайлендсу, который до этого играл роли «плохих парней», довелось сыграть положительного персонажа — детектива Кевина О’Брайана в полицейском телесериале «Ночная жара», в котором он снимался в период с 1985 по 1989. За эту роль он получил две номинации на премию «Джемини». Впоследствии актёр стал больше сниматься на телевидении, чем в кино.
Он играл американского бизнесмена-миллионера Джона Астора в двухсерийном телевизионном фильме «Титаник», генерала Блоха в эпизоде «Неотмщённый» сериала «Секретные материалы», в разных ролях в эпизодах сериала-антологии «За гранью возможного» и так далее.

### Поздние роли
В 2000-х и 2010-х Хайлендс появлялся в основном в эпизодах популярных сериалов. Наиболее известная роль в этот период — доктор Меркурио Арбория в научно-фантастическом триллере режиссёра Паноса Косматоса «По ту сторону чёрной радуги», вышедшем в 2010 году.
Среди остальных поздних ролей актёра следует отметить исполнение Ричарда Кранча в телевизионном триллере «Чёрная река» (по рассказу Дина Кунца), регулярное появление в сериале «Vизитёры» в роли пожилого священника Трэвиса и роль Чарли в фантастическом фильме «Вспомнить заново».

## Фильмография
| Год       |    | Русское название              | Оригинальное название        | Роль                                                               |
| --------- | -- | ----------------------------- | ---------------------------- | ------------------------------------------------------------------ |
| 1969      | ф  | Папочка отправляется на охоту | Daddy's Gone A-Hunting       | Кеннет Дэйли                                                       |
| 1973      | с  | Улицы Сан-Франциско           | The Streets of San Francisco | Скип Хантер                                                        |
| 1974      | ф  | Землетрясение                 | Earthquake                   | Макс                                                               |
| 1976      | с  | Женщина-полицейский           | Police Woman                 | Ларри Барба                                                        |
| 1976      | с  | Баретта                       | Baretta                      | Хэтфилд                                                            |
| 1978      | ф  | Ветра Китти Хок               | The Winds of Kitty Hawk      | Гленн Кёртисс                                                      |
| 1981      | с  | Уолтоны                       | The Waltons                  | Курт Уиллард Пакард                                                |
| 1982      | с  | Супруги Харт                  | Hart to Hart                 | Алан Чемберс                                                       |
| 1984      | с  | Воздушный волк                | Airwolf                      | Митчелл Брук                                                       |
| 1985—1989 | с  | Ночная жара                   | Night Heat                   | детектив Кевин О’Брайан                                            |
| 1992      | тф | Поймать убийцу                | To Catch a Killer            | Пэкстон                                                            |
| 1992      | с  | Тропическая жара              | Tropical Heat                | Джек Слотер                                                        |
| 1994      | с  | Кобра                         | Cobra                        | Дорик Ван Альден                                                   |
| 1995      | с  | Полиция Нью-Йорка             | NYPD Blue                    | Рой Сандквист                                                      |
| 1995      | ф  | Западня                       | Decoy                        | Дженнер                                                            |
| 1996      | тф | Титаник                       | Titanic                      | Джон Джейкоб Астор IV                                              |
| 1996—2001 | с  | За гранью возможного          | The Outer Limits             | доктор Говард Сарразин, полковник Роджер Теннент, Уэйн, губернатор |
| 1997      | с  | Секретные материалы           | The X Files                  | генерал Джонатан Блох                                              |
| 1997      | с  | Строго на юг                  | Due South                    | генерал Боуман                                                     |
| 1998      | с  | Звёздные врата: SG-1          | Stargate SG-1                | доктор Тимоти Харлоу                                               |
| 2001      | тф | Чёрная река                   | Black River                  | Ричард Кранч                                                       |
| 2002      | с  | Мутанты Икс                   | Mutant X                     | Клэй Престон                                                       |
| 2003      | с  | Мёртвая зона                  | The Dead Zone                | сенатор                                                            |
| 2007      | с  | Эврика                        | Eureka                       | Андре Сандров                                                      |
| 2009—2011 | с  | Vизитёры                      | V                            | отец Трэвис                                                        |
| 2010      | ф  | По ту сторону чёрной радуги   | Beyond the Black Rainbow     | доктор Меркурио Арбория                                            |
| 2011      | с  | Сверхъестественное            | Supernatural                 | судья Тай Мортимер                                                 |
| 2015      | с  | Возвращённые                  | The Returned                 | Джордж Годдард                                                     |
| 2015      | с  | Однажды в сказке              | Once Upon a Time             | капитан                                                            |
| 2017      | ф  | Вспомнить заново              | Rememory                     | Чарли                                                              |
| 2017      | с  | Фарго                         | Fargo                        | Эннис Стасси                                                       |
| 2020      | с  | Вайнона Эрп                   | Wynonna Earp                 | Уайетт Эрп                                                         |